# Micrapoderus yunpinensis
Micrapoderus yunpinensis es una especie de coleóptero de la familia Attelabidae.

## Distribución geográfica
Habita en la China.